# كونور ماغواير
كونور ماغواير (بالإنجليزية: Conor Maguire)‏ (و. 1889 – 1971 م) هو قاض، وسياسي من جمهورية أيرلندا. شغل منصب المدعي العام لأيرلندا في الفترة (10 مارس 1932-2 نوفمبر 1936).

## التعليم
تعلم في جامعة كلية دبلن.